# Battaglia di Añaquito
La battaglia di Añaquito fu un conflitto combattuto ad Añaquito il 18 gennaio 1546 tra gli spagnoli della Nuova Castiglia ed il Vicereame del Perù.

## Storia
Dopo aver visto rifiutate le sue richieste di riconoscimento quale governatore della Nuova Castiglia (Perù) in seguito alla morte del fratello, Gonzalo Pizarro insistette per vedere accolta la sua domanda di assegnazione del titolo di governatore delle terre conquistate dal fratello. Dopo l'arrivo del viceré di nomina regia Blasco Núñez Vela nel 1544, Gonzalo riuscì a cacciarlo mandandolo a Panama in catene. Fu rilasciato e tornò in Perù via nave mentre Gonzalo stava radunando un esercito. I due si incontrarono il 18 gennaio ad Añaquito, nei sobborghi di Quito, attuale capitale dell'Ecuador, dove la superiorità dell'esercito della Nuova Castiglia assicurò la vittoria a Gonzalo. Blasco Núñez Vela lottò valorosamente ma venne sconfitto in battaglia, ed in seguito decapitato sul campo, un destino che lo stesso Gonzalo conobbe due anni dopo durante la battaglia di Jaquijahuana.